# Нет неизвестных солдат
«Нет неизвестных солдат» — советский чёрно-белый фильм 1965 года режиссёра Суламифь Цыбульник, по мотивам документальной повести 1963 года дважды Героя Советского Союза генерал-полковника А. И. Родимцева, прообраз героини — санитарка его дивизии Мария Боровиченко.

## Сюжет
О встрече в дни обороны Киева на фронте девушки и юноши — санитарки Маши и военфельдшера Миши, о их первой робкой любви.

## Реальная и литературная основа
Прототип героини фильма — санитарка Мария Боровиченко. Только спустя 20 лет после её гибели ветераны 13-й гвардейской стрелковой дивизии подняли вопрос о её награждении, и бывший в войну командиром дивизии дважды Герой Советского Союза генерал-полковник А. И. Родимцев выступил автором (литературная запись П. Северова) документальной повести «Машенька из Мышеловки», которая в 1963 году была опубликована в журнале «Юность». Спустя два года — 8 мая 1965 года Марии Боровиченко было присвоено звание Героя Советского Союза, посмертно.
Повесть — дебютное произведение А. И. Родмицева, в дальнейшем ставшего автором ряда книг-воспоминаний, критика, отмечая литературные недостатки произведения, признавала и смелость генерала, взявшего на себя труд писателя ради увековечивания памяти своих солдат, воскрешения имён безвестных героев войны, и литературный талант автора:

У Александра Родимцева такая отвага обнаружилась, и, расставаясь — с горечью, гордостью и печалью — с его героиней Машей Боровиченко, понимаешь, что в конечном счете он и на этот раз вышел победителем. Сквозь некоторые чисто литературные огрехи возникает цельный, очень впечатляющий, мужественный и необыкновенно нежный образ Машеньки из Мышеловки, одной из безвестных доселе героинь Великой Отечественной войны.— Александр Борщаговский - Девушка в пилотке // Литературная Россия, 1963 год

Со страниц повести встает живой, до боли трогательный образ Маши Боровиченко, отдавшей юную жизнь за счастье Родины. Автор, человек военный, сосредоточился на другом — на рядовых тружениках войны и прежде всего на пленившем его образе отважной семнадцатилетней девушки из киевского поселка Мышеловки.— журнал «Октябрь», 1966 год
Высоко оценил повесть Борис Полевой, подчёркивая её документальность — он знал и генерала Родимцева и героиню повести Машу Боровиченко по лету 1941-го, когда ему — в то время военному корреспонденту «Правды» довелось провести немало дней в 13-й гвардейской дивизии:

Эту повесть написала сама жизнь. У тех, кто будет её читать и, читая, полюбит её героиню, украинскую девушку Машеньку, которую когда-то бойцы знаменитой 13-й гвардейской дивизии ласково называли «Машенька из Мышеловки», кто вместе с ней будет переживать необыкновенную её судьбу, может быть, иной раз и возникнут сомнения: «Могло ли такое быть?» Им я отвечу: «Такое было». Образ этой девушки заставил генерала взяться за перо и написать о её жизни, о её подвигах, о её друзьях, о её героической гибели.— Борис Полевой - Генерал о своем солдате, предисловие к повести

## В ролях
В главных ролях:
- Наталья Рычагова — Маша Савченко, санитарка
- Павел Иванов — Михаил Кравченко, военфельдшер

В остальных ролях:
- Юрий Назаров — капитан
- Светлана Данильченко — Юлия
- Виталий Дорошенко — Ваня Никоноров, солдат
- Виктор Мирошниченко — Петро Чумак, солдат
- Иосиф Лагидзе — Серго Мелиава, солдат
- Александр Мовчан — Соболяк, старший лейтенант
- Валерий Рыжаков — Кандыба
- Дмитрий Милютенко — Бимба, дворник
- Виктор Халатов — Исаак Маркович, аптекарь
- Анна Николаева — Сонечка, жена аптекаря
- Владимир Алексеенко — Василий Тихонович, дедушка Маши
- Гертруда Двойникова — Анна Ивановна, мама Михаила
- Николай Гринько — военврач
- Владимир Гончаров — полковник
- Софья Карамаш — вагоновожатая
- Вера Предаевич — покупательница в аптеке
- Александр Лукьянов — пулемётчик
- Нина Антонова — Галя, жена Чумака
- Маргарита Криницына — женщина, копавшая оборонный ров
- Мария Капнист — бдительная гражданка
- Виктор Полищук — раненый с перевязанными руками
- Вячеслав Воронин — раненый солдат
- Олег Комаров — немецкий солдат
- Вячеслав Езепов — немецкий солдат с граммофоном
- Николай Засеев-Руденко — шофёр
- Борислав Брондуков — солдат
- Владимир Волков — солдат
- Витольд Янпавлис — советский офицер
- Валентин Черняк — комиссар
- Варвара Чайка — санитарка
- Галина Слипенко — женщина в очереди на сдачу крови

## Критика
В целом положительно отзываясь о фильме, критикой были отмечены и его недостатки:

Стремление к правде героики, к большой мысли о погибших ради живых видно в фильме «Нет неизвестных солдат». Но вот ведь какая коварная вещь правдивость: она требует неукоснительной верности и мстит за отступления. Слишком сусальными кажутся начальные пейзажи, и соответственно слишком утрирован ужас героев, уж совсем театрально-многозначительно проходит по экрану отряд моряков. Казалось бы, мелочи, но как много значат они в искусстве… И будь строже соблюдена мера во всем — в характерах и поступках героев, в режиссерской мысли, — еще значительнее, еще трагичнее прозвучал бы искренний реквием нашим погибшим сверстникам, хорошим ребятам Маше и Мише.— Советский экран, 1966

Фильм этот вызывает прямые ассоциации с «Балладой о солдате». Фильм «Нет неизвестных солдат» изобилует остродраматическими сценами, активными участниками которых являются юные герои. Но по ходу просмотра часто ловишь себя на том, что личная история Миши и Маши воспринимается независимо от событий, в которых они участвуют. Больше того, события оттесняют героев на второй план. Мир чувств и мыслей Алеши Скворцова на равных противостоял войне. О героях фильма «Нет неизвестных солдат» такого не скажешь.— главный редактор журнала «Советский фильм» А. Н. Медведев, 1968 год

## Награды и премии
- Премия ДОСААФ на Первом кинофестивале детских и юношеских фильмов (Харьков, 1965) режиссёру Суламифь Цыбульник — за режиссуру фильма.